# Mårbacka

Mårbacka är en herrgård i Östra Ämterviks socken i Sunne kommun i  Värmland. Författarinnan Selma Lagerlöf föddes och växte upp på Mårbacka.

## Byggnadshistorik

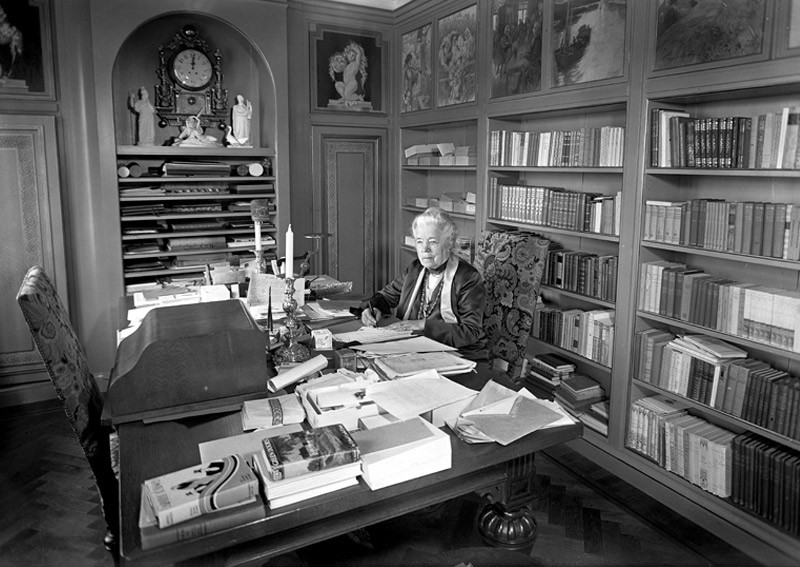
Selma Lagerlöf i sitt arbetsrum på Mårbacka 1933.

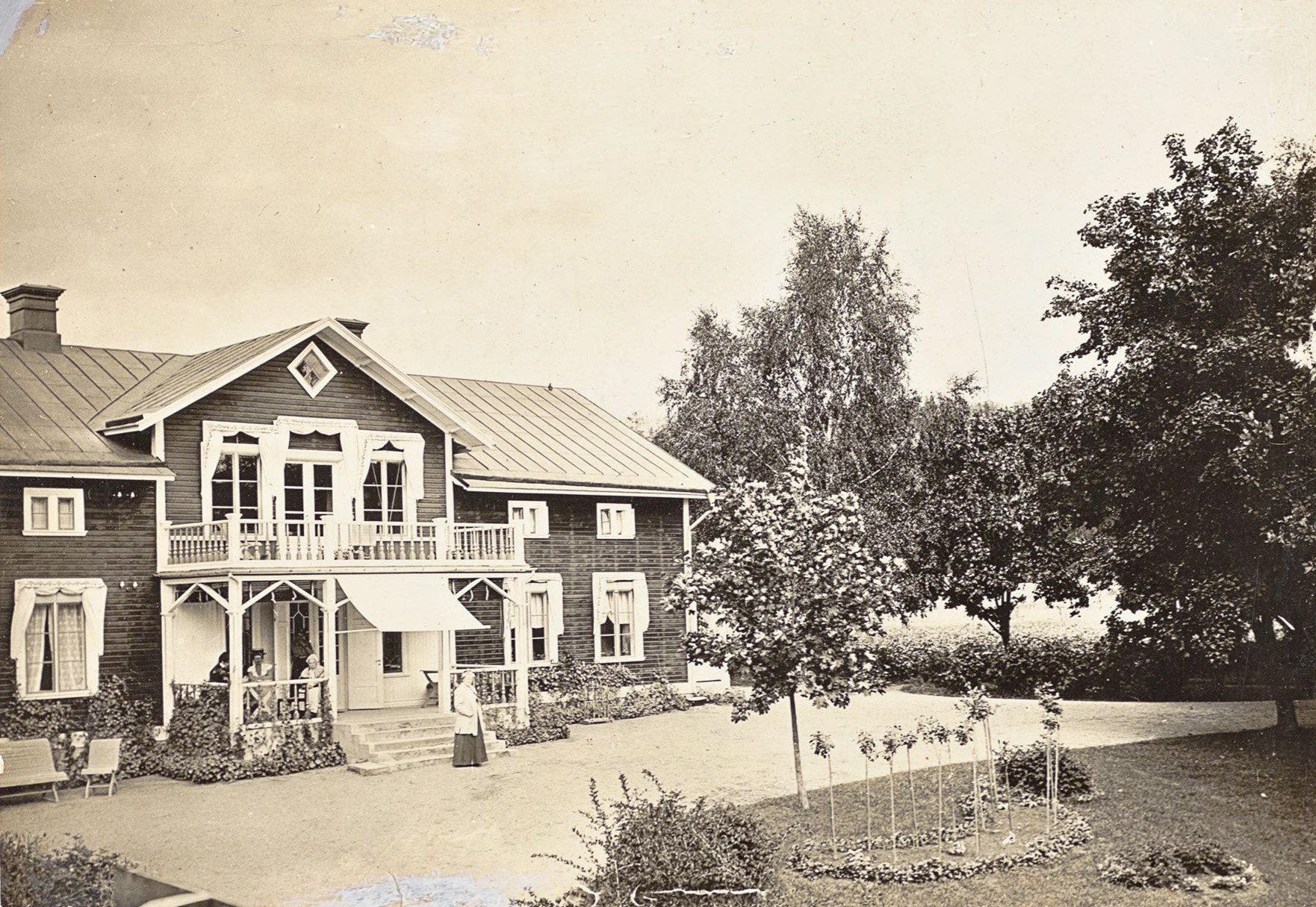
Mårbacka före ombyggnaden.

Huvudbyggnaden uppfördes 1793 och ombyggdes 1921–1923 efter ritningar av arkitekt Isak Gustaf Clason.
Gården ägdes från omkring 1720 av komministern Olof Morell och gick sedan i arv till två av hans efterträdare i ämbetet. 1801 kom den genom arv i familjen Lagerlöfs ägo. Efter faderns död 1885 övertog sonen Johan gården, men han klarade inte av skötseln utan gick i konkurs. Han flyttade till USA och 1889 gick gården ur släktens ägo eftersom den var tvungen att säljas.
Selma Lagerlöf köpte tillbaka huvudbyggnaden 1907, och 1910 kunde hon köpa tillbaka hela gården med hjälp av den prissumma hon fick då hon tilldelades Nobelpriset i litteratur 1909. Efter att hon några år senare låtit bygga om gården återstod dock inte mycket av hennes barndomshems ursprungliga utseende. Den ursprungliga rödmålade mangårdsbyggnaden utvidgades österut, en ny övervåning och vindsvåning kom till och den klassicerande huvudfasaden fullbordade transformationen till en ståndsmässig herrgård i karolinsk stil.

## Mårbacka i dag
Mårbacka är numera en minnesgård, ett resultat av att författaren föreskrev i sitt testamente att Mårbacka skulle bevaras och visas upp för allmänheten i det skick som gården var vid hennes död.
Mot avgift kan besökare få en guidad visning av boningshuset. I anslutning till gården finns en trädgård, ett kafé och en bokhandel. I ladugården finns en minnesutställning över Lagerlöfs liv och författarskap.